# Tren a Samarcanda
Tren a Samarcanda es la segunda novela extensa de la escritora tártara en lengua rusa Guzel Yájina, tras el éxito internacional de Zuleijá abre los ojos.
En septiembre de 2024 Tren a Samarcanda se ha publicado en español por la editorial Acantilado con traducción de Jorge Ferrer.

## Argumento
Situada en el contexto de la hambruna en la región del Volga y de los últimos coletazos de la guerra civil en el oriente soviético, aborda el trágico asunto de las decenas o centenares de miles de niños que, como consecuencia de ambos factores, vagaban abandonados por las calles.
La trama narra la evacuación por vía ferroviaria de quinientos niños desde Kazán a Samarcanda; un viaje de algo más de cuatro mil kilómetros, erizado de dificultades de aprovisionamiento y de peligros de bandidaje, bajo la responsabilidad solo de dos adultos: Déyev, un atormentado joven veterano de la guerra civil y Bélaya, una rígida bolchevique de fuerte carácter, representante de la Comisión de la Infancia, siendo frecuentes los choques entre ambos.
Estos responsables cuentan, además con el maquinista y su ayudante, con la colaboración de unas cuantas mujeres voluntarias para el cuidado de los niños, entre las que la novela destaca a Fátima, por su vínculo especial con Déyev, un cocinero y un enfermero, el voluminoso Bug, que también desbordará en la trama su papel de secundario.

## Influencias
El argumento está libremente inspirado en hechos reales, con una amplia documentación, y toma como referencia, en buena parte, la figura de Asia Davidovna Kalinina, que, según los “Comentarios de la autora”  incluidos en el propio libro, “desempeñó un papel activo en la lucha contra el abandono de niños y el hambre […] y evacuó a 5744 niños a Moscú” desde Chuvasia, en la región del Volga. Kalinina dejó constancia de su experiencia en el libro Diez años luchando a favor de los niños vagabundos. En este libro de memorias se basa, reconoce Yájina, uno de los pasajes de la novela, el viaje de inspección de la coprotagonista por los siniestros orfanatos de la región del Volga.